# آلن بین
آلن لاورن بین (انگلیسی: Alan LaVern Bean، زاده ۱۵ مارس ۱۹۳۲ - درگذشته ۲۶ مهٔ ۲۰۱۸) فضانورد ناسا و چهارمین انسانی بود که طی مأموریت آپولو ۱۲ بر ماه گام نهاد.
آلن بین، در سال ۱۹۷۳میلادی به عنوان فرمانده فضاپیما وارد نخستین ایستگاه فضایی آمریکا «اسکای‌لب» در مدار زمین شد.
او پس از بازنشستگی از ناسا در سال ۱۹۸۱ میلادی به نقاشی روی آورد. او در نقاشی‌هایش از سفرهای فضایی خود از جمله به ماه الهام می‌گرفت.

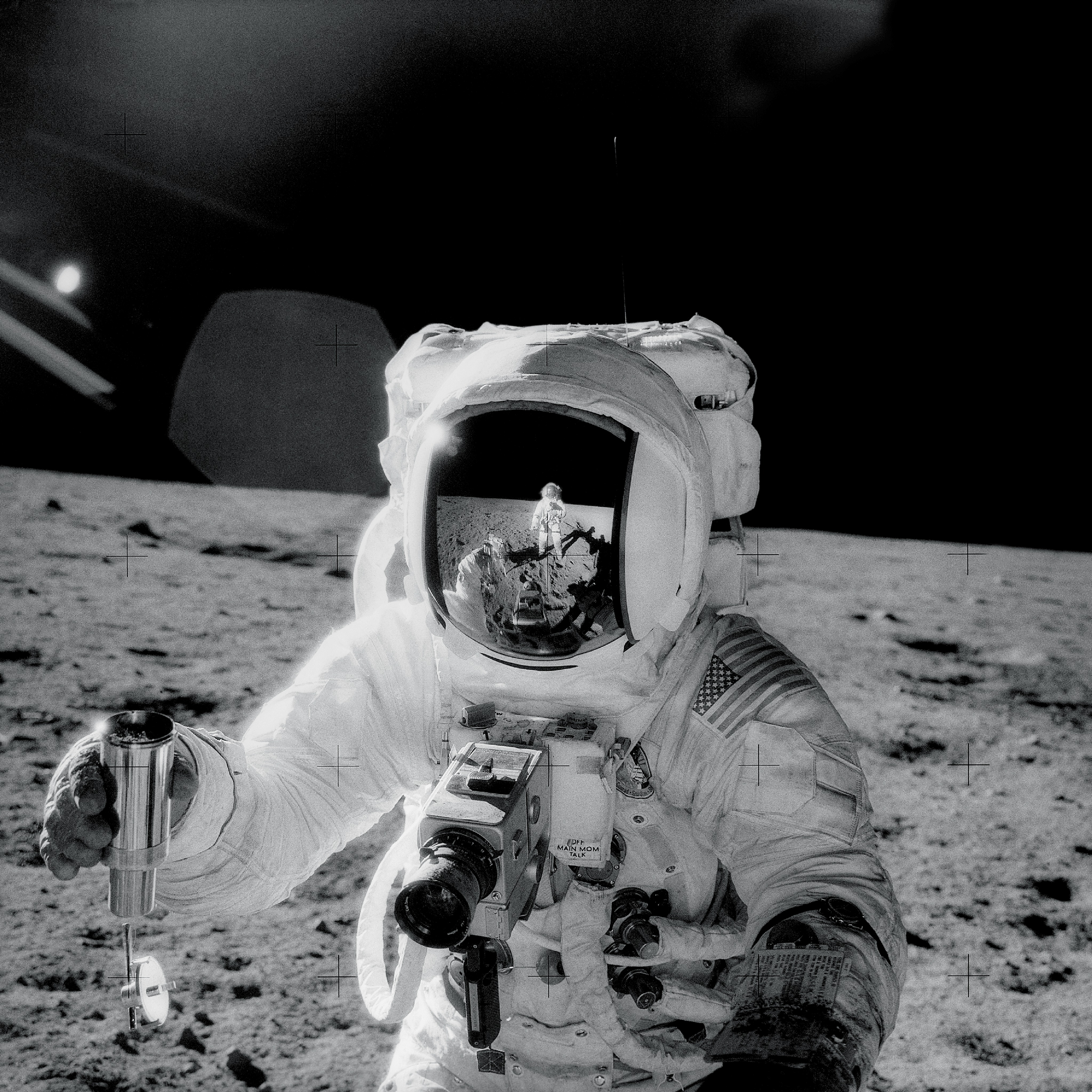
آلِن بین بر روی ماه در مأموریت آپولو ۱۲